# Guillaume de Grandison
Ne doit pas être confondu avec son parent le seigneur Guillaume de Grandson, dit le Grand.
Guillaume de Grandson, dit de Grandison (en anglais William de Grandison), mort avant 1335, est un chevalier et baron (en) anglais, d'origine vaudoise de la fin du XIIIe siècle et du début du XIVe siècle. Issu de la famille de Grandson, il entre au service du roi d'Angleterre, pays où il fait souche avec la tige des Grandison.

## Biographie

### Origines
La date de naissance de Guillaume ou Wuillelme n'est pas connue. Il est membre de la famille de Granson, appartenant à la haute noblesse du pays de Vaud.
Sa première mention remonte à l'année 1263, alors qu'il est encore mineur. Il est le fils de Pierre Ier (mort entre 1257 et 1263), chevalier, seigneur de Grandson, et d'Agnès [de Chiny] (?),, soit Agnès de Neuchâtel-Fénis, fille du comte Ulrich III de Neuchâtel.
Issue d'une fratrie de neuf enfants, il a notamment pour frères et sœur : Othon Ier, qui fait carrière en Angleterre, Gérard et Henri, qui se succèdent sur le trône épiscopal de Verdun (1275-1278, puis 1278-1286), ou encore Guillemette, comtesse, puis régente du comté de Gruyère.

### Carrière
Fils cadet et sans terres, avec son frère Othon Ier et son cousin, Pierre († v. 1301/02), il part faire carrière en Angleterre tout comme leur père Pierre Ier qui a suivi Pierre de Savoie, ce dernier n'est autre que l'oncle de la reine Éléonore de Provence. Il est connu dans la documentation anglaise sous le patronyme de Grandison.
Contrairement à son frère aîné il est peu mentionné et il appartient à l'entourage d'Edmond de Lancastre, frère cadet du roi Édouard Ier. Il participe notamment à la deuxième campagne de conquête du Pays de Galles, en 1282, puis il est dans l'armée d'Edmond de Lancastre, en 1295. En raison de son origines étrangères, ses biens sont dans un premier temps confisqués, mais grâce à l'intervention d'Edmond de Lancastre il peut les récupérer. Guillaume sera d'ailleurs l'un de ses exécuteurs testamentaires, en 1300, puis celui de sa veuve, Blanche.
En raison de ses services, Edmond de Lancastre lui remet, en 1282, deux domaines dans le Gloucestershire comme fiefs héréditaires. En 1285, il échange ces domaines avec Edmond de Lancastre contre ceux d'Ashperton et Stretton, actuel Stretton Grandison, dans le Herefordshire. C'est à cette période que Guillaume fait souche, formant la branche des Grandison,. Il épouse Sybille de Tregoz et semble obtenir un plus grand nombre de terres.
Entre 1289 et 1290, il séjourne en Irlande afin notamment de gérer les possessions de son frère. À partir de 1296, on le retrouve combattre lors de la guerre d'indépendance écossaise. Il participe notamment au siège de Caerlaverock (1300), de Dunfermline (1304) et Stirling (1304), dans l'armée du roi Édouard Ier.
En février 1299, il est créé par le Parlement anglais par Writ of summons (en), de sorte qu'il est considéré comme le premier baron Grandison (en).
Il semble mourir avant 1335. Son fils aîné, Peter/Piers, lui succède comme baron.

## Famille
Guillaume épouse en premières noces, avant 1267, Jeannette de Gruyère, la fille du comte Pierre II. Cette union semble avoir lieu avant 1267. Sont issus de ce premier mariage, :
- deux garçons, morts jeunes.
- Gérard.
- Jean.
- Agnès, ∞ Thomas Bardolf, Lord Bardolf, fils de Hugh Bardolf (en).

Il épouse en secondes noces, vers 1285, Sybil/Sibylle/Sibylla (de) Tregoz, fille du baron John de Tregoz et Mabel FitzWarin, dont :
- Peter/Piers († 1358), qui succède à son père comme baron Grandison, ∞ Blanche Mortimer.
- Jean (John) (en) († 1369), évêque d'Exeter (1327-1369), héritier du titre de baron Grandison à la mort de son frère aîné et qui le transmet à son neveu (voir ci-après).
- Sir Otho († 1359), ∞ Beatrice Malmayns, dont notamment :
  - Thomas (en) († 1375), baron Grandison, chevalier de l'Ordre de la Jarretière, ∞ Margaret de Caru, sans postérité.
- Thomas, clerc.
- William, archidiacre d'Exeter.
- Agnes, ∞ John Northwode, dont postérité.
- Mabel, ∞ John de Pateshull, dont postérité.
- Maud, religieuse.
- Catherine (en) († 1349), ∞ William Montagu, comte de Salisbury, dont postérité.

## Armes
|  | Les armes de Guillaume de Grandison se blasonnent ainsi : palé d'argent et d'azur de six pièces, à la bande de gueules, chargée de trois aigles d'or. Celles de la famille de Granson se blasonnent ainsi : Palé d'argent et d'azur de six pièces à la bande de gueules brochant chargée de trois coquilles d'or. |